# Johann Heinrich Freytag
Johann Heinrich Freytag (auch Johann Heinrich Freitag) (* 22. März 1760 in Potsdam; † 20. Mai 1840 in Frankfurt (Oder)) war ein deutscher Jurist und Bürgermeister.

## Leben
Johann Heinrich Freytag war der Sohn von Johannes Freytag, der in Potsdam als Tuchhändler und Heereslieferant tätig war.
Weil seine Mutter bei seiner Geburt verstarb, wurde Johann Heinrich Freytag in einer französischen Erziehungsanstalt in Hanau erzogen, besuchte später das Joachimsthalsche Gymnasium in Berlin und ging 1775 an die Domschule nach Halberstadt. Er schrieb sich für das Studium der Rechtswissenschaften am 13. November 1779 an der Universität Halle ein und wechselte im Oktober 1780 an die Brandenburgische Universität Frankfurt. Von beiden Universitäten erhielt er das consilium abeundi, weil er sich in mehrere Duelle eingelassen hatte.
Nach dem Studium war er zunächst Auskultator beim Berliner Stadtgericht und später Referendar bei dem Königlichen Kammergericht in Berlin beschäftigt. 1790 trat er als Auditeur in der schlesischen Festung Jauer in den Staatsdienst und wurde 1792 durch den König nach Potsdam zum Auditeur des Gardekorps berufen und als solcher machte er den Feldzug im Ersten Koalitionskrieg gegen Frankreich mit. Durch die Auditur hatte er sich bei Friedrich Wilhelm II. die Anwartschaft auf das Amt des Stadtdirektors Paul Heinrich Trummer erworben; 1799 übernahm er das Polizeidepartement im Magistrat von Frankfurt (Oder) und rückte als Polizeibürgermeister für den krankheitshalber ausgeschiedenen Eccius nach.
Nach dem Tod von Paul Heinrich Trummer übernahm er dessen Amt als erster Bürgermeister. Am 19. November 1808 erließ Freiherr von Stein im Rahmen der Preußischen Reformen die „Ordnung für sämtliche Städte der Preußischen Monarchie“, die der Kommunalverwaltung die Möglichkeit ließ, die eigenen Angelegenheiten selbst zu verwalten. Nun konnte die Stadtverordnetenversammlung das Amt eines Oberbürgermeisters durch eine Kandidatenwahl vergeben. Der Kriegs- und Steuerrat Christian Philipp Köhler (1778–1842) übersandte 10 gedruckte Exemplare der neuen Städteordnung und beauftragte den gerade neu eingesetzten Oberbürgermeister Johann Heinrich Freytag, „bald nach dem 1. April“ die neue Ordnung in Frankfurt einzuführen. Er trat nun für dieses Amt nicht mehr an. Die nachfolgenden Kandidaten zogen ihre Bereitschaft zur Wahl ebenfalls zurück, als sie erfuhren, dass sie nach dem Ausscheiden aus dem Amt keinen Pensionsanspruch besaßen.
1800/01 nutzte Freytag seine persönliche Bekanntschaft mit Carl Friedrich von Beyme und reichte mehrere Immediatgesuche (unmittelbar an den Landesherren gerichtetes Gesuch) ein, um die neuen Einfuhrverbote für die Frankfurter Messen zu suspendieren, die der Wirtschaft der Stadt sehr schadeten. Er kritisierte bei dieser Gelegenheit die Wirtschaftspolitik des Ministers Carl August von Struensee. Von 1816 an war er Privatmann, bis er 1821 erneut zum Bürgermeister gewählt wurde; dieses Amt übte er bis 1833 aus, dann legte er es aus gesundheitlichen Gründen nieder.
Er heiratete im Februar 1803 eine Tochter des Frankfurter Brauers Johann Samuel Grünberg. Gemeinsam hatten sie eine Tochter.

## Stiftungen und Kassen
- 1805 war er an der Stiftung der Industrieschule durch Karl Dietrich Hüllmann beteiligt, in der arme Kinder außer in den Elementarfächern im Spinnen, Mähen und Stricken unterwiesen wurden;
- 1815 übernahm die Stadt einige Gebäude der Universität, Johann Heinrich Freytag ließ 1822 dort die Stadtschule bauen und 1823 ein Armenhaus einrichten, das bis 1901 bestand;
- 1825 kam das Jursche Gestift hinzu, in welchem 100 Kinder von Verbrechern oder armen Eltern aufgenommen und zu einer besseren Lebensweise erzogen werden sollten;
- er war an der Einrichtung der Witwenkasse für die Frauen der Brüder der Freimaurer beteiligt;
- er war an der Gründung eines Sterbekassenvereins beteiligt, das bei plötzlich eintretenden Todesfällen finanziell unterstützen sollte.

## Freimaurer
Johann Heinrich Freytag war am 16. Dezember 1803 der Freimaurerloge "Zum aufrichtigen Herzen" beigetreten und wurde am 17. März 1804 substituierter Zeremonienmeister, 1805/06 Zeremonienmeister, 1806/07 substituierter 2. Vorsteher und 1807 Vorsteher.